# Convento de Nossa Senhora da Piedade (Santa Cruz, Madeira)
O Convento de Nossa Senhora da Piedade de Santa Cruz era masculino, e pertencia à Ordem dos Frades Menores, da Província de Portugal da Observância.
Em 1518, foi mandado edificar pelo genovês Urbano Lomelino, por disposição testamentária do mesmo ano, perto de Santa Cruz.
O fundador vinculou os seus bens por testamento a favor do sobrinho, Jorge Lomelino e seus descendentes, com o encargo de se concluir a edificação do convento, de o conservar e ainda de sustentar seis religiosos quando lhes faltassem as esmolas.
Em 1527, o convento da Custódia da Madeira, encontrava-se já erguido e habitado por seis frades, quatro sacerdotes e dois leigos.
Joana Lopes e Isabel Correia, respetivamente mulher e sogra de Urbano Lomelino, edificaram na igreja do convento a capela de Santa Ana, que servia à comunidade de casa do capítulo e nela foram sepultadas, bem como Jorge Lomelino, que morreu em 1548.
Em 1834, no âmbito da "Reforma geral eclesiástica" empreendida pelo Ministro e Secretário de Estado, Joaquim António de Aguiar, executada pela Comissão da Reforma Geral do Clero (1833-1837), pelo Decreto de 30 de Maio, foram extintos todos os conventos, mosteiros, colégios, hospícios e casas de religiosos de todas as ordens religiosas, ficando as de religiosas, sujeitas aos respetivos bispos, até à morte da última freira, data do encerramento definitivo.
Os bens foram incorporados nos próprios da fazenda nacional. Em 1834, foi encerrado, tendo sido restituído aos descendentes do fundador.